# Karl Bickel (Künstler)

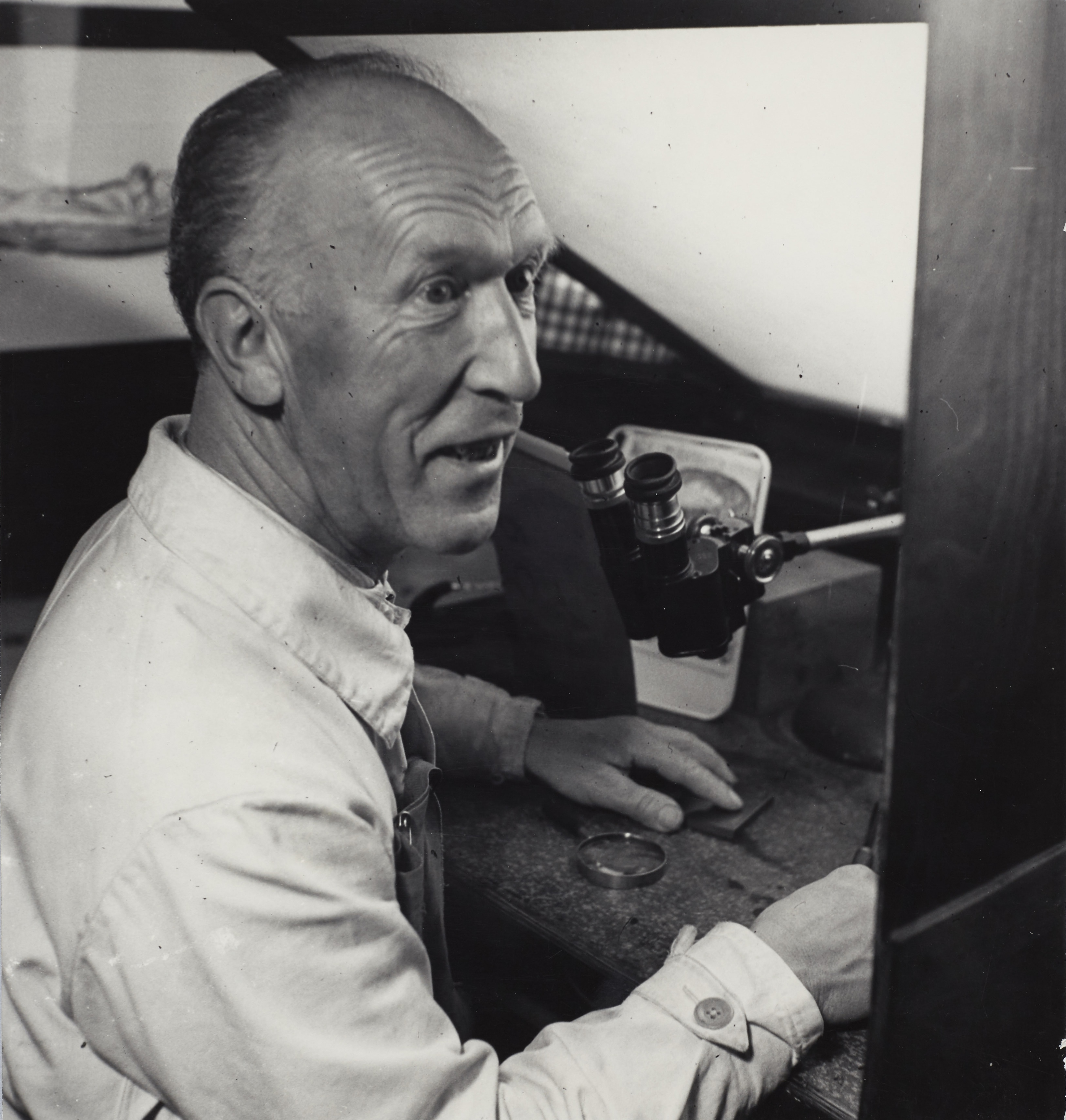
Briefmarkenstecher Karl Bickel bei der Arbeit in seinem Atelier.

Karl Bickel (* 13. Februar 1886 in Zürich-Hirslanden; † 6. November 1982 in Walenstadt) war ein Schweizer Maler, Bildhauer, Briefmarkenstecher und Grafiker.
Ausserhalb seiner Berufstätigkeit schuf er unter anderem das Paxmal, ein monumentales, tempelartiges Friedens-Denkmal oberhalb von Walenstadtberg.

## Leben
Karl Bickel wurde 1886 in Zürich geboren. Er erlernte im renommierten Zeichenatelier von Paul Bleuer in Zürich das Lithografieren und Klischeezeichnen. Später arbeitete er als technischer Leiter im Reklameatelier Hüttner und absolvierte aufgrund seines wachsenden Interesses an der bildenden Kunst Abendkurse an der Kunstgewerbeschule. 1908 eröffnete er im Alter von 22 Jahren in Zürich sein eigenes «Atelier für erstklassige Reklame» und gestaltete in Jugendstil- und Art-déco-Manier grafische Werke aller Art wie Einladungskarten, Modekataloge, Veranstaltungsprogramme, Visitenkarten und weiteres.
1912 führte ihn sein künstlerisches Interesse auf eine Bildungs- und Studienreise nach Italien. Von Mai bis Oktober reiste er nach Verona, Venedig, Florenz und Carrara. Sein Bestreben war das Studium der grossen Meister der Malerei und Bildhauerei, insbesondere der Arbeiten von Michelangelo Buonarrotis. Zudem wollte er erste bildhauerische Erfahrungen sammeln. Michelangelos Werk beeinflusste Bickels künstlerisches Schaffen nachhaltig. Nach seiner Rückkehr widmete er sich der Bildhauerei jedoch kaum.
1913 erkrankte Bickel an Tuberkulose. Er musste für 13 Monate zur Kur in das Lungensanatorium Walenstadtberg. Die Krankheit war bereits stark fortgeschritten, sodass kaum noch Aussicht auf Heilung bestand. Darauf gelobte Bickel, sein Leben sinnvoll zu gestalten, wenn er davonkommen sollte. Während dieser schweren und langen Zeit der Ungewissheit entstand die Grundidee eines monumentalen Werks. Nach seiner Genesung kehrte er nach Zürich zurück und wurde aufgrund seiner Plakatarbeiten einer breiten Öffentlichkeit bekannt.
1924 gab er sein eigenes Atelier in Zürich auf und bezog zusammen mit seiner Frau, der St. Gallerin Berta Albrecht, das neu erbaute Heim auf der abgelegenen Schrina-Hochrugg über Walenstadtberg. 1927 wurde sein Sohn Karl jun. geboren. Von nun an bestritt er hauptsächlich als Markenstecher seinen Lebensunterhalt. Ab Mitte der 1930er-Jahre war die PTT seine grösste Auftraggeberin, er arbeitete aber auch für Liechtenstein, Luxemburg und Portugal. Durch diese langjährige, verlässliche Zusammenarbeit war es Karl Bickel auch möglich, sein Lebenswerk, das Paxmal (1924–1949), auf Schrina-Hochrugg oberhalb Walenstadt zu verwirklichen.
Karl Bickel arbeitete als Maler, Bildhauer, Grafiker und Markenstecher im Spannungsfeld zwischen den zwei Extremen von Monumentalität, Fernwirkung und Vereinfachung als Gestaltungsprinzipien des Plakats einerseits und Feinstarbeit unter dem Mikroskop beim Briefmarken-Stahlstich andererseits.
Bickel verstarb 1982 auf Schrina-Hochrugg.

## Das zeichnerische Werk
Gleich zu Beginn seiner beruflichen Laufbahn war die Zeichnung sein Medium: Zunächst im Zeichenatelier von Paul Bleuler, später in seinem eigenen Reklameatelier. Figuren, aber auch Schriften wurden von Hand gezeichnet. So setzte Karl Bickel sein zeichnerisches Talent in den 1920er- und 30er-Jahren vor allem für grafische Arbeiten ein.
Parallel zu seiner Tätigkeit als Illustrator und Grafiker entwickelte sich sein künstlerisches Interesse. Die zahlreichen Porträts, Pflanzenstudien und Bergdarstellungen zeigen die Zeichnung als eigenständiges Ausdrucksmittel und kontinuierliches Betätigungsfeld Karl Bickels. Neben Ferdinand Hodler war auch Michelangelo sein Vorbild, besonders in der Darstellung des menschlichen Körpers. In seinen Körperstudien und Aktzeichnungen suchte er stets die anatomische Genauigkeit, wobei er diese nicht nur vom lebenden Modell, sondern vor allem auch aus Anatomiebüchern erarbeitete. Er betonte dabei die Kraft der Muskeln und stellte Menschen meistens kraftstrotzend und vital dar.
Mit den Mitteln des Strichs arbeitete er nicht nur die Volumen des menschlichen Körpers heraus, sondern auch die Plastizität von Gebirgslandschaften, denen er mit seinem expressiv geführten Strich teilweise eine ihrer Natur fremde Dynamik verlieh. Dabei verwendete er gerne den Rötelstift, aber auch Kreide, Kohle oder Tusche. Zahlreiche Bergzeichnungen oder Porträts setzte er in Stiche oder Radierungen um – weitere Formen des Gestaltens mit der Linie.
Eine eigenständige Gruppe von freien Arbeiten bilden die Pflanzenstudien, zusammen mit den Zeichnungen von Baum- und Wiesenlandschaften. Diese strahlen eine für Karl Bickel eher ungewöhnliche Leichtigkeit aus und präsentieren sich in einer lockeren Kombination von Schwarz-Weiss und Farbstift. Interessant gewählte Ausschnitte aus einer Wiesenlandschaft oder einem Baumstamm lenken den Blick nahe an die Erde. Man erkennt die feine Beobachtung und zarte Farbgebung, den Farbenreichtum, der sich bei näherem Hinschauen auf einem bewachsenen Felsstück zeigt, und die sorgfältige Ausarbeitung, wodurch diese Blätter mehr als nur Studien sind. Ähnlich wie bei den Baumdarstellungen in Farbstift oder Kohle schafft der Zeichner hier ein spannendes Verhältnis von Leerstellen und verdichteten Flächen, ein Gleichgewicht zwischen beleuchteten Oberflächen und schattigen Vertiefungen, und erreicht damit die Plastizität und Körperhaftigkeit, die ein Merkmal seiner Arbeit ist.

## Das grafische Werk
Mit seinem eigenen Atelier für Werbegrafik schuf sich Bickel in der Zürcher Geschäftswelt bald einen hervorragenden Namen und war sehr erfolgreich tätig: Er schuf zwischen 1912 und 1943 gut 40 Grossplakate. Speziell in der Modebranche war sein grafisches Talent gefragt. Bevor 1913 sein erstes Plakat für das Modehaus Seiden-Spinner entstand, hatten sich bereits zahlreiche Kataloge mit seinen Modezeichnungen gefüllt. Aber auch für Markenartikel, Kultur und Tourismus entwarf Bickel Plakate und andere Werbeträger.
Drucktechnisch handelt es sich fast ausnahmslos um mehrfarbige Lithografien. Diesem Verfahren verdanken die damaligen Plakate ihre satten, intensiven Farben. So waren Plakatgestaltung und künstlerische Entwicklung eng verbunden. Viele bildende Künstler schufen grafische Werke von hoher Qualität, wobei Ferdinand Hodler auch in diesem Bereich für Karl Bickel ein besonders wichtiges Vorbild war.
Bickels Arbeiten waren in den ersten Jahren stark vom Jugendstil beeinflusst. Das Ornamentale liess er jedoch bald hinter sich und gelangte zu einer flächigen Farbgestaltung und vereinfachten Formen. Dabei gelang ihm die Reduktion auf aussagekräftige Elemente genauso wie die Wirkung auf Distanz. Parallel zu seiner Entwicklung als Maler erscheinen auch in den Plakaten monumentale, abstrahierende Formen.

## Das malerische Werk
Für den als Grafiker ausgebildeten Karl Bickel war die Malerei ebenso wie das Zeichnen Teil seines Handwerks, denn die Plakatgestaltung basierte anfangs des 20. Jahrhunderts meist auf von Hand ausgeführten Lithografien. Obwohl das Malen von Anfang an zu seiner beruflichen Tätigkeit gehörte, konzentriert sich ein grosser Teil des malerischen Werks im letzten Lebensdrittel Karl Bickels. Insbesondere die «freien» Arbeiten, die nicht im Zusammenhang mit der Produktion von Plakaten oder im Umkreis des Paxmals entstanden sind, finden sich im späteren Werk.
Bickel blieb weitgehend der realistischen Malerei verpflichtet, neigte aber entsprechend seinem Vorbild Ferdinand Hodler zu symbolischen oder stilisierten Darstellungen. Die Abstraktion als Gestaltungsmöglichkeit nahm er erst ab etwa 1950 und vor allem im Bereich der Landschaftsmalerei wahr, zu der er immer wieder zurückkehrte. Eine von ihm viel genutzte Technik war, das Bild backsteinartig aus Farbfeldern aufzubauen.

## Briefmarkenstecher
Seine Spezialität waren die Briefmarken, die er selbst gestaltete und im Stahlstich ausführte. Seine grosse Meisterschaft auf diesem Gebiet zeigt sich besonders in den Porträts wie beispielsweise Ferdinand Hodler, die Pro-Juventute-Marke mit dem Mädchenbildnis nach Anker, den Briefmarkenserien «Portraits Schweizer Persönlichkeiten», «Schweizer Landschaften» sowie «Technik und Landschaft». Besonders eindrücklich ist das Porträt Johann Heinrich Pestalozzis, das illustriert, dass sich Bickel jeweils intensiv mit der dargestellten Persönlichkeit auseinandersetzte. Einige der Wertzeichen dokumentieren technische Entwicklungen in der Schweiz, Errungenschaften, die von grossem allgemeinem Interesse waren: Die Gotthardbahn in der Leventina (Briefmarke von 1936), die Sitterviadukte (Eisenbahnbrücken) bei St. Gallen, die Schwebebahn am Säntis (Baujahr 1933) oder weitere wie Alpenstrassen, Hochspannungsleitungen und Kraftwerke.
Als Urheber zahlreicher Briefmarken für das In- und Ausland – Liechtenstein, Luxemburg und Portugal – erzielte Bickel in seiner vierzigjährigen Betätigung als Markenstecher seine grössten künstlerischen Erfolge und erreichte mit einer Gesamtauflage von elf Milliarden einen dementsprechenden Bekanntheitsgrad. Die Schweizerische Post war sein Hauptauftraggeber. Zirka 100 seiner Briefmarken wurden gedruckt. Die allererste aus dem Jahr 1923 war zugleich die erste Flugpostmarke der Schweiz und zeigt im Stil der Neuen Sachlichkeit das nach oben gerichtete Gesicht eines Piloten. Für die damalige Schweizer Bevölkerung war diese Briefmarke aufgrund ihrer Diagonalkomposition zu modern – sie wurde nach kurzer Zeit aus dem Postverkehr genommen.
Durch ihre grosse Verbreitung hatten sich diese Werke einem breiten Publikum eingeprägt. Diese Wirkung war dem Grafiker durchaus bewusst, denn unter den verschiedenen Motiven für seine Tätigkeit als Markenstecher nannte er auch diese: «Ich steche, um kollektiv zu wirken. Jedermann kann sich meine Kupferstiche kaufen.»

## Paxmal – Friedensvision in Granit

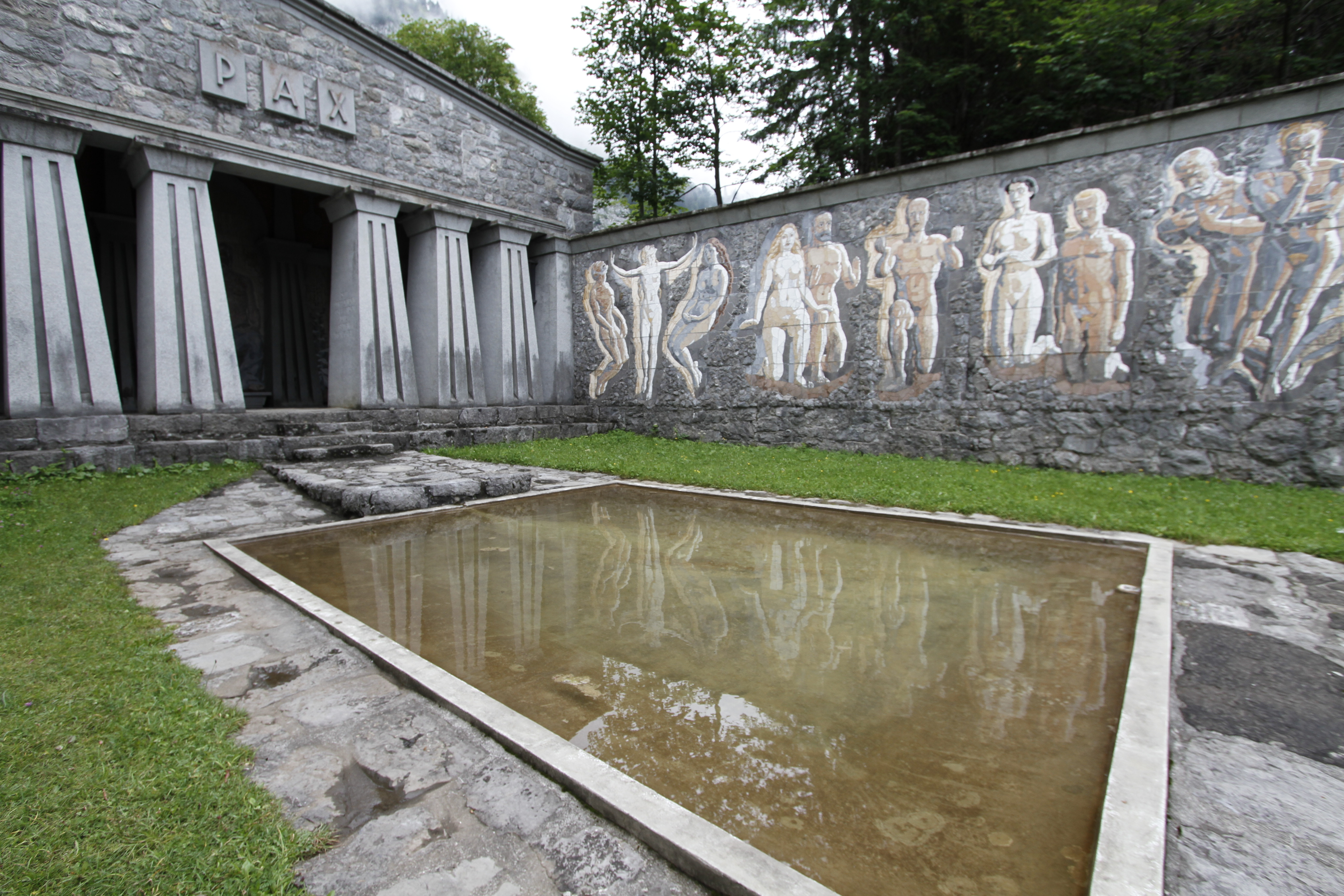
Das Paxmal in Schrina-Hochrugg (2014)

1924 begann er mit der Umsetzung des Paxmals 738925 / 222850, womit er sein Versprechen erfüllte, bei Genesung von der Tuberkulose ein Friedensdenkmal zu erbauen. Zwischen Karl Bickels Vision, einen dem Frieden gewidmeten Ort der Einkehr zu schaffen, und der Verwirklichung des Bauwerks liegen zwei Weltkriege. 25 Jahre lang arbeitete Karl Bickel in Eigenleistung an seinem Lebenswerk hoch über dem Walensee am Fusse der Churfirstenkette auf 1300 Metern Höhe.
Im Zentrum seiner Vision steht die durch gemeinsame Ideale verbundene Gemeinschaft. Eine Inschrift auf einer Säule des Paxmals erklärt, dass das Werk «dem umfassenden, schaffenden und guten Menschen» gewidmet ist. Vor dem Hintergrund der gesellschaftlichen Veränderungen durch die Industrialisierung, der sozialen Ungerechtigkeiten und des Auseinanderbrechens der Familienstrukturen waren zu Beginn des 20. Jahrhunderts viele, insbesondere Künstler, auf der Suche nach einem naturgemässen Leben.
Der stattliche Bau öffnet sich gegen Süden und ist nur von dort her zugänglich. Auf zwei Seiten ist er von massiven Mosaikwänden begrenzt, in denen Karl Bickel seine Ideenwelt in Stein festgehalten hat. Bis zu vier Meter grosse Figuren verkörpern seine Idealvorstellung vom Lebensweg des Individuums, mit der Familie als Kern, und von dessen Beitrag zu einer funktionierenden und harmonischen Gesellschaft. Als persönliche Vorbilder Karl Bickels vertreten Ferdinand Hodler, Johann Heinrich Pestalozzi und Carl Spitteler das geistige Leben auf der rechten Mosaikwand. Porträts dieser bekannten Persönlichkeiten finden sich auch in Bickels Briefmarkenwerk. Die Mosaike sind auf massiven, 6 Meter hohen und 16 Meter langen Mauern angebracht. Karl Bickel verwendete dafür verschiedenfarbigen Marmor, Travertin und Granit aus Italien, Belgien, Schweden und der Tschechoslowakei. Die Wände führen zum zentralen Element des Bauwerks hin, einem Tempelraum, der ebenfalls mit Mosaiken ausgestattet ist. Die klassizistischen rechteckigen Säulen mit glatter Oberfläche bilden einen ästhetischen Gegensatz zu den groben Kalksteinen der Wände, die aus der umgebenden Landschaft gewonnen wurden und sich auch optisch mit dieser verbinden. Durch die hinter dem Tempelbau aufragenden Felswände der Churfirsten wird die Monumentalität des Denkmals noch gesteigert.
1966 übergab Karl Bickel das Paxmal in einer Schenkung der PTT. Im Frühjahr 2016, auf den Tag genau 50 Jahre nachdem Karl Bickel sein Paxmal als Dank für die langjährige Anerkennung und Zusammenarbeit der damaligen PTT geschenkt hatte, erhielt die Karl Bickel-Stiftung das beeindruckende Lebenswerk des Künstlers und Grafikers von der Schweizerischen Post als Schenkung zurück.

## Museum
Das Museumbickel in Walenstadt wurde im Jahr 2002 von der Karl Bickel-Stiftung ins Leben gerufen. Mittlerweile hat es sich als Ort für zeitgenössische Kunst etabliert, das auch Künstlern der Region regelmässig eine Plattform bietet.
Eine Ausstellung pro Jahr widmet sich dem Künstler Karl Bickel, der für das Museum mehr als nur Namensgeber war. Er selbst hatte Pläne zur Errichtung eines Museums entworfen, bevor dann die im Jahr 2000 gegründete Karl Bickel-Stiftung die Idee aufgriff und mit dem Kauf einer Halle in der ehemaligen Zettlerei Walenstadt verwirklichte. So wurde 20 Jahre nach Bickels Tod (1982) das Museum eröffnet.
Seit Juni 2019 ist ein Raum im Untergeschoss des Museumbickel dem Künstler gewidmet. In diesem Kabinett können von Karl Bickel gestaltete Briefmarken, Reliefs, Zeichnungen und Gemälde ganzjährig besichtigt werden.